# 腎小球
腎小球（renal glomerulus）又稱腎小球、腎絲球，是肾元中用于将血液过滤生成原尿的一团微血管，被鮑氏囊所包裹；絲球體與鮑氏囊则合稱為腎小體，是肾脏的基本过滤单元。术语 glomerulus 源自拉丁语 glomer-（ball，球之义）和 -ulus （small，小之义）。
血液經由入球小動脈進入腎小球。腎小球內的微血管不像其他微血管，匯流入靜脈，而是流入出球小動脈。在腎小球內，微血管受到高壓，而加速了過濾作用的進行。微血管中的血液經由過濾作用之後，形成濾液，滲入鮑氏囊內。 
腎小球的過濾速率便稱為腎小球過濾率（glomerular filtration rate，GFR）或腎絲球過濾率。

## 血液入絲球體

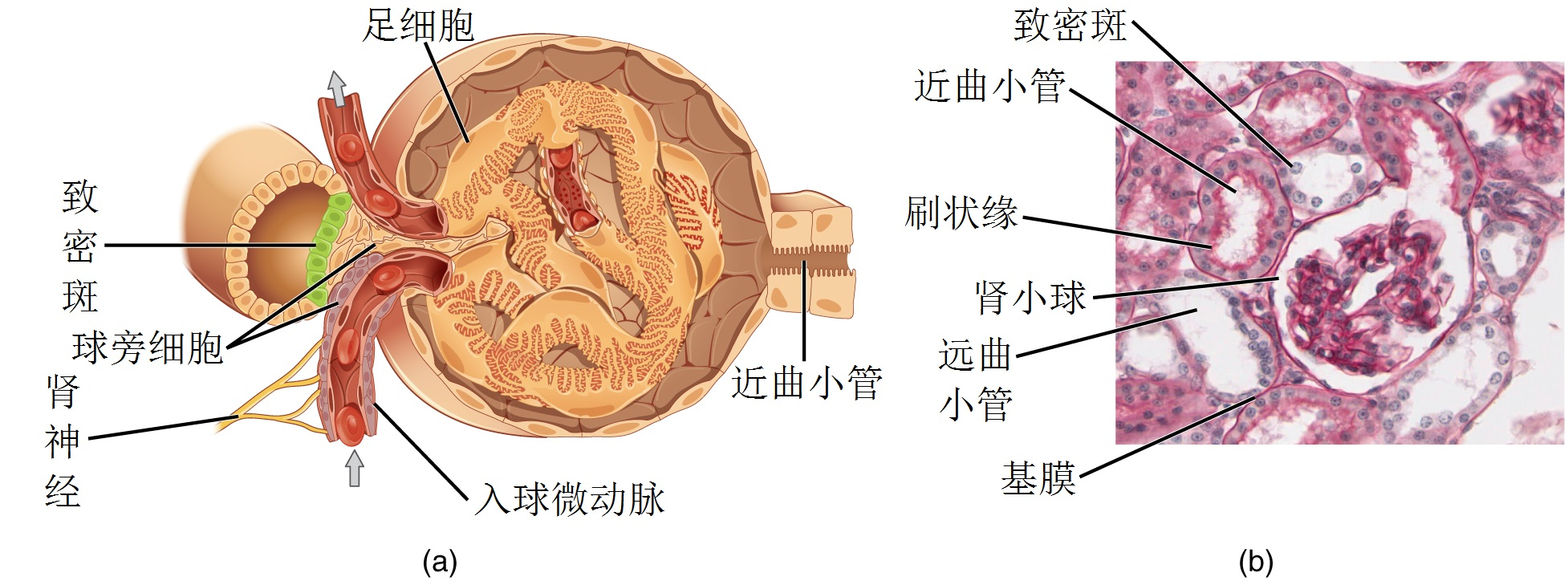
（a）近腎小球的結構具有特化的細胞，可以從遠曲小管監控體液的組成，並調整腎小球的過濾速率
（b）這張顯微照片顯示腎小球周圍的構造。

入球小動脈（interlobular artery）在流入腎小球後分岔為微血管，入球小動脈的鬆緊可控制微血管的壓力，藉此影響腎小球過濾速率。有項研究指出，倘若大鼠的入球小動脈較狹窄，可造成血壓增加。此外，交感神經系統以及激素也會造成縮小入球小動脈的直徑，造成血壓增加。

## 分層
血漿在穿越腎小球微血管的內皮細胞、腎小球的基底膜和足細胞（podocyte）之後，便會進入到鮑氏囊的內腔。這個作用稱為「過濾作用」。其作用和機制如圖詳述：

腎臟腎單位由腎小球至鮑氏囊(棕色大箭頭往上方向)之濾過裂隙的過濾作用示意圖：
(A).腎小球的內皮細胞(The endothelial cells of the glomerulus)：
1.膜孔(fenestra)
(B).腎小球基底膜：
1.内層板(lamina rara interna)
2.致密層(lamina densa)
3.外層板(lamina rara externa)
(C).足細胞：
1.酵素及結構蛋白(enzymatic and structural protein)
2.濾過裂隙
3.膈膜(diaphragma/裂隙隔膜)

### 內皮細胞
腎小球的內皮細胞具有許多窗孔（Fenestra），這些窗孔直徑約70至100奈米之間。這些孔洞相對於其他通透性微血管來說相當大，足以讓血漿和水溶性蛋白質流動，但仍不足以使紅血球通過。

### 腎小球基底膜
腎小球內皮的基底膜相當厚（約250–350 奈米）。

### 足細胞（Podocytes）
足細胞是附在腎小球基底膜另一側的細胞，並構成鮑氏囊的內層部分，因此有時並不被認為是腎小球的一部分，而是屬於鮑氏囊的構造。它像是互相握住的手掌一樣，緊緊握住腎小球微血管，他們控制了蛋白質從微血管流入鮑氏囊內腔。
足細胞之間的縫隙有濾過裂隙，其上的"裂隙隔膜"由多種蛋白質組成，包括足蛋白和腎病蛋白。此外，足突（足細胞的指狀突起）處有一層負電層（糖萼），限制了如血清白蛋白等陰電性的分子流入。

### 腎小球内繫膜细胞（Intraglomerular mesangial cell）
腎小球内繫膜细胞是一種外被細胞，可在內皮細胞及腎小球間的間質中找到。他們會壓縮腎小球，改變腎小球的過濾速率。

## 選擇性
壁層的結構影響了血管穿透性。足細胞基底膜孔洞極小（8 nm），並帶有負電荷，大分子及帶陰電性的分子會被阻擋在外。像鈉、鉀這種小分子就可以順利通過，而血紅素和白蛋白這種大分子就完全過不去。

## 血液出絲球體
血液在流經腎小球後會經由出球小動脈流出。請注意，由此流出的是小動脈（arteriole），而非微靜脈（venule）。由於小動脈具有較厚的平滑肌（中膜），彈性及收縮能力較微靜脈佳，讓腎小球更有能力調控流入腎小球的血流。
近髓肾单位（離髓質最近的15%腎元）區域的出球小動脈會延伸出直的微血管分支，運送等滲透壓的血液進入髓質。稱為直管（vasa recta），為亨爾氏套（loop of Henle）中的一部分。並在腎元的逆流交換系統（countercurrent exchange）扮演重要角色。
流經出球小動脈的血液最後會流入腎小葉間靜脈（interlobular vein）。

## 鄰腎小球細胞（Juxtaglomerular cells）
入球小動脈的血管壁上含有一層特化的平滑肌細胞，可以合成腎素，稱為鄰腎小球細胞（juxtaglomerular cell，JGA），在肾素-血管紧张素系统中扮演重要角色，協助調控血量和血壓。

## 歷史
1666年，马尔切洛·马尔皮吉首次提到了腎小球的概念，並表示它們與腎血管的相通。約175年後，鮑爾曼（Bowman）闡明了腎小球的微血管和鮑氏囊結構。

## 附加圖像

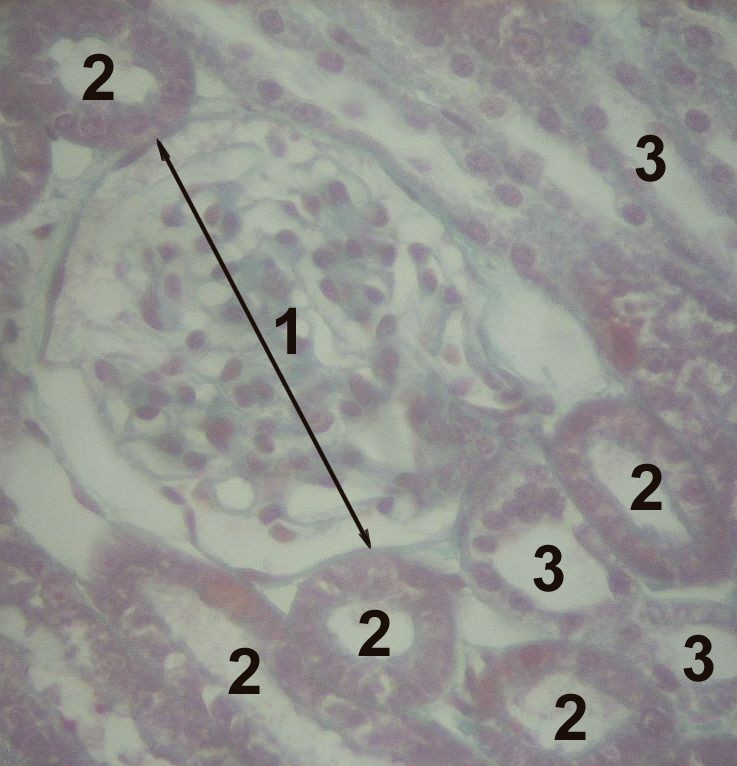
1.腎小球 2.近曲小管 3.遠曲小管
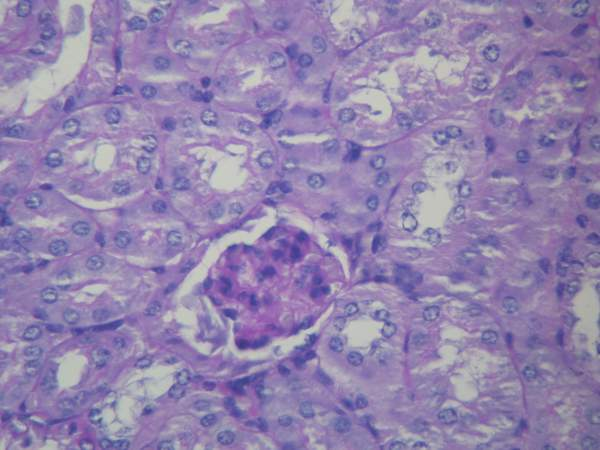
腎小球
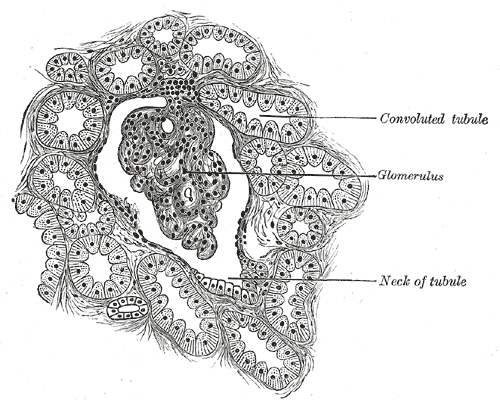
人類腎臟解剖圖
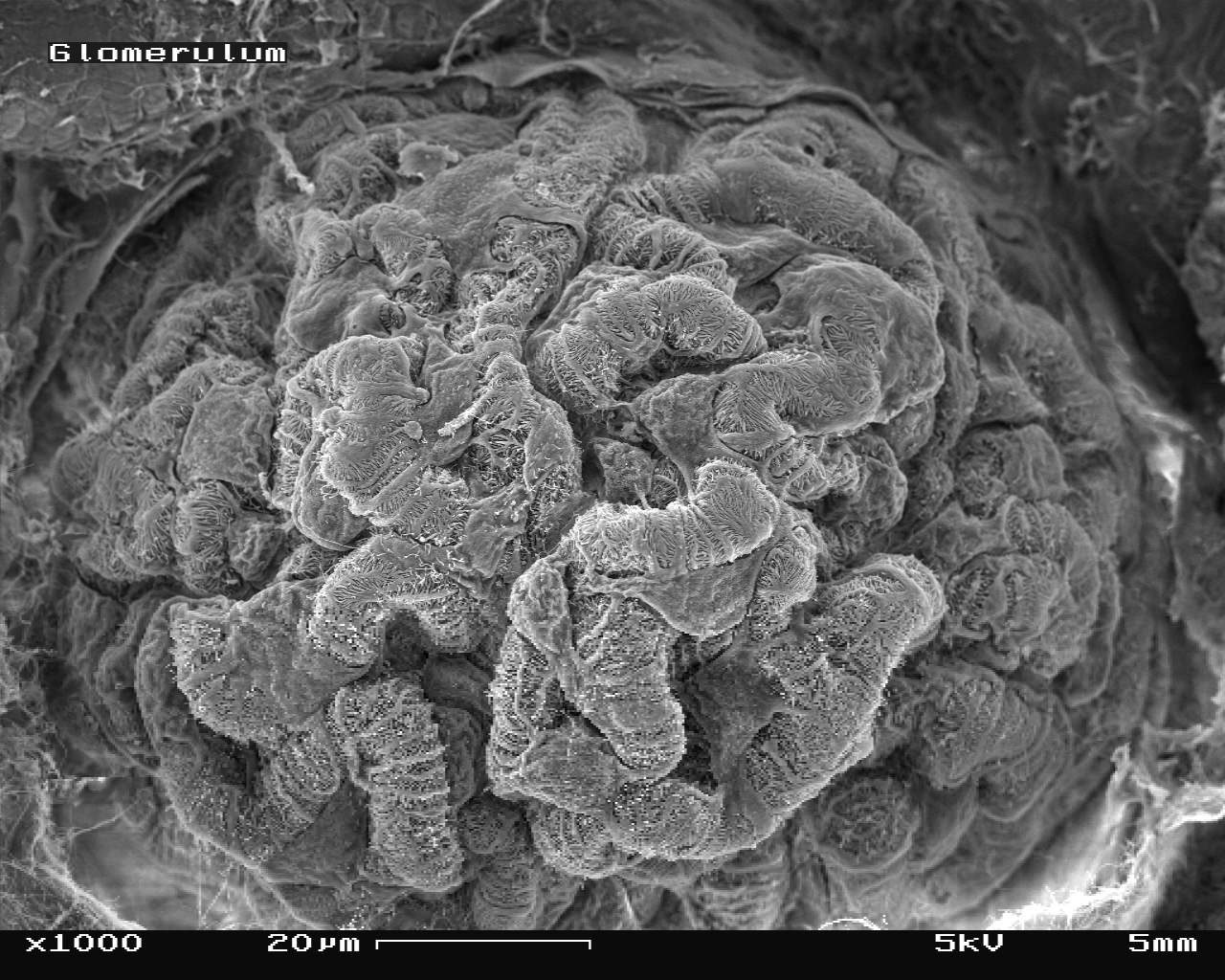
老鼠的腎小球。（掃描式電子顯微鏡，放大1,000倍）
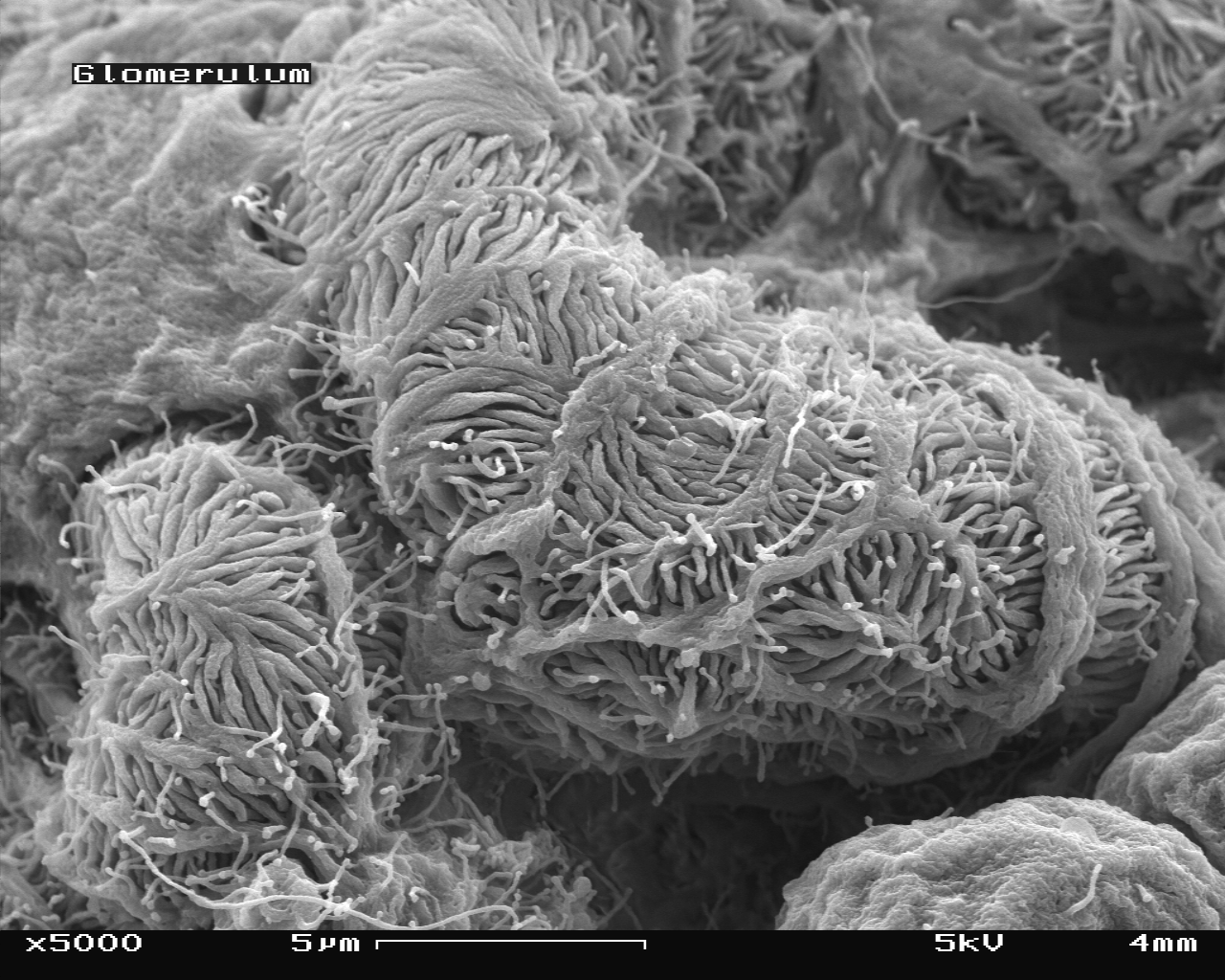
老鼠的腎小球。（掃描式電子顯微鏡，放大5,000倍）
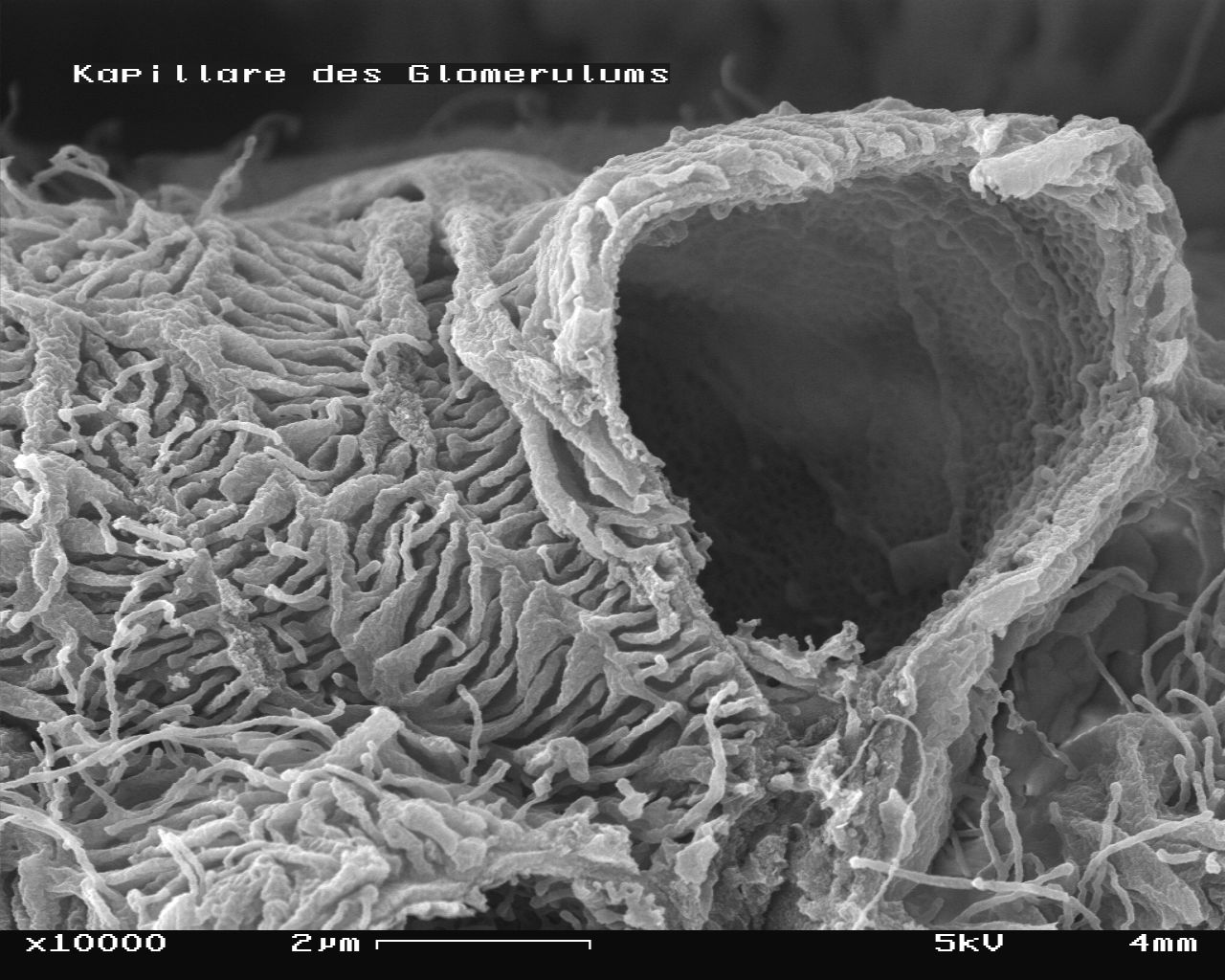
老鼠的腎小球，其中一條微血管已破裂。（掃描式電子顯微鏡，放大10,000倍）
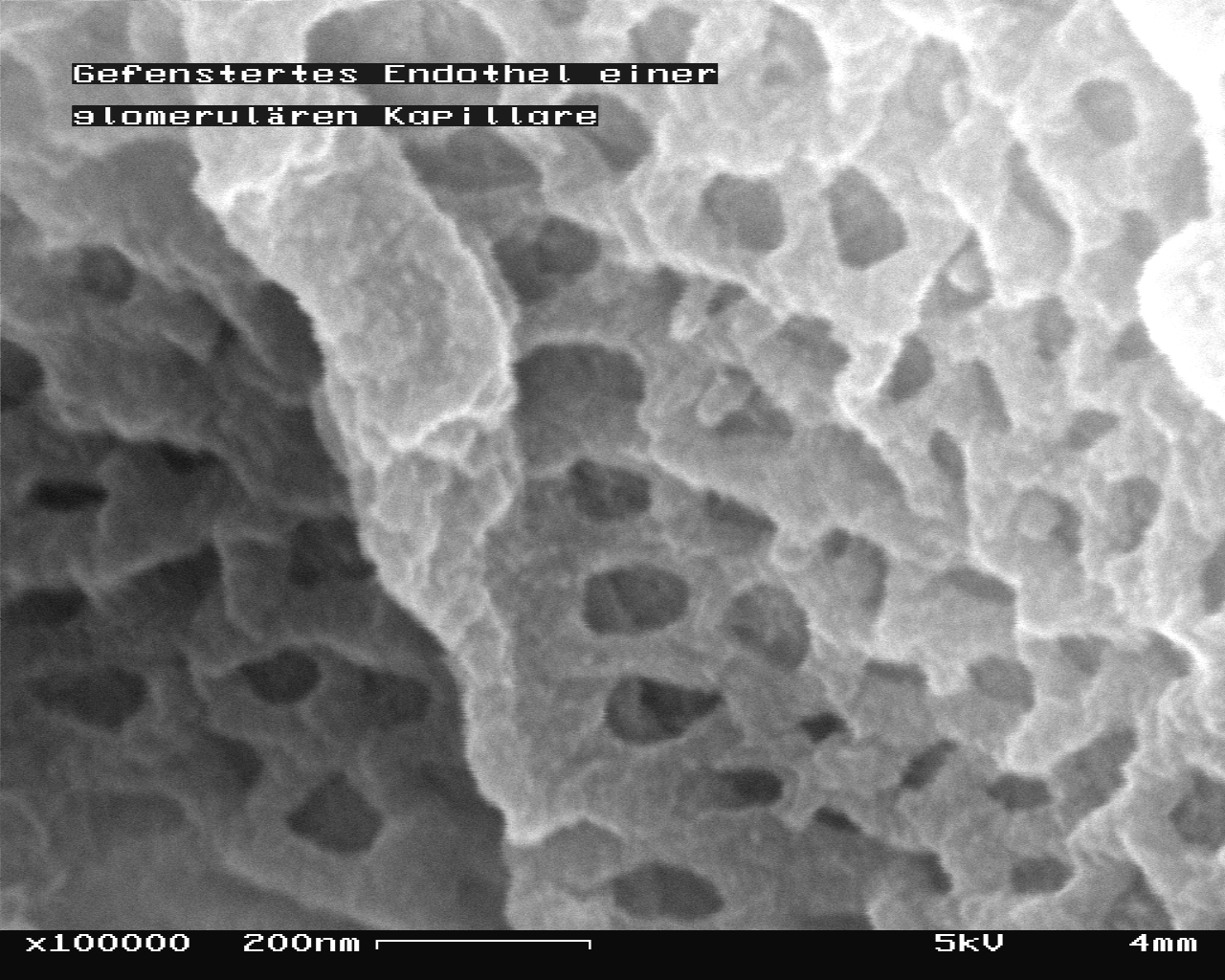
腎小球中破裂的微血管，圖中可見膜孔（掃描式電子顯微鏡，放大100,000倍）
腎小體

## 外部連結
- Image and article at FGCU
- Organology at UC Davis Urinary/mammal/cortex1/cortex1 - "Mammal, kidney cortex (LM, Medium)"
- Histology image: 16010loa – 波士顿大学的组织学学习系统
- UNC Nephropathology （页面存档备份，存于）